# Gonatocerus pahlgamensis
Gonatocerus pahlgamensis är en stekelart som först beskrevs av Narayanan 1961.  Gonatocerus pahlgamensis ingår i släktet Gonatocerus och familjen dvärgsteklar. Inga underarter finns listade i Catalogue of Life.